# 华彬集团

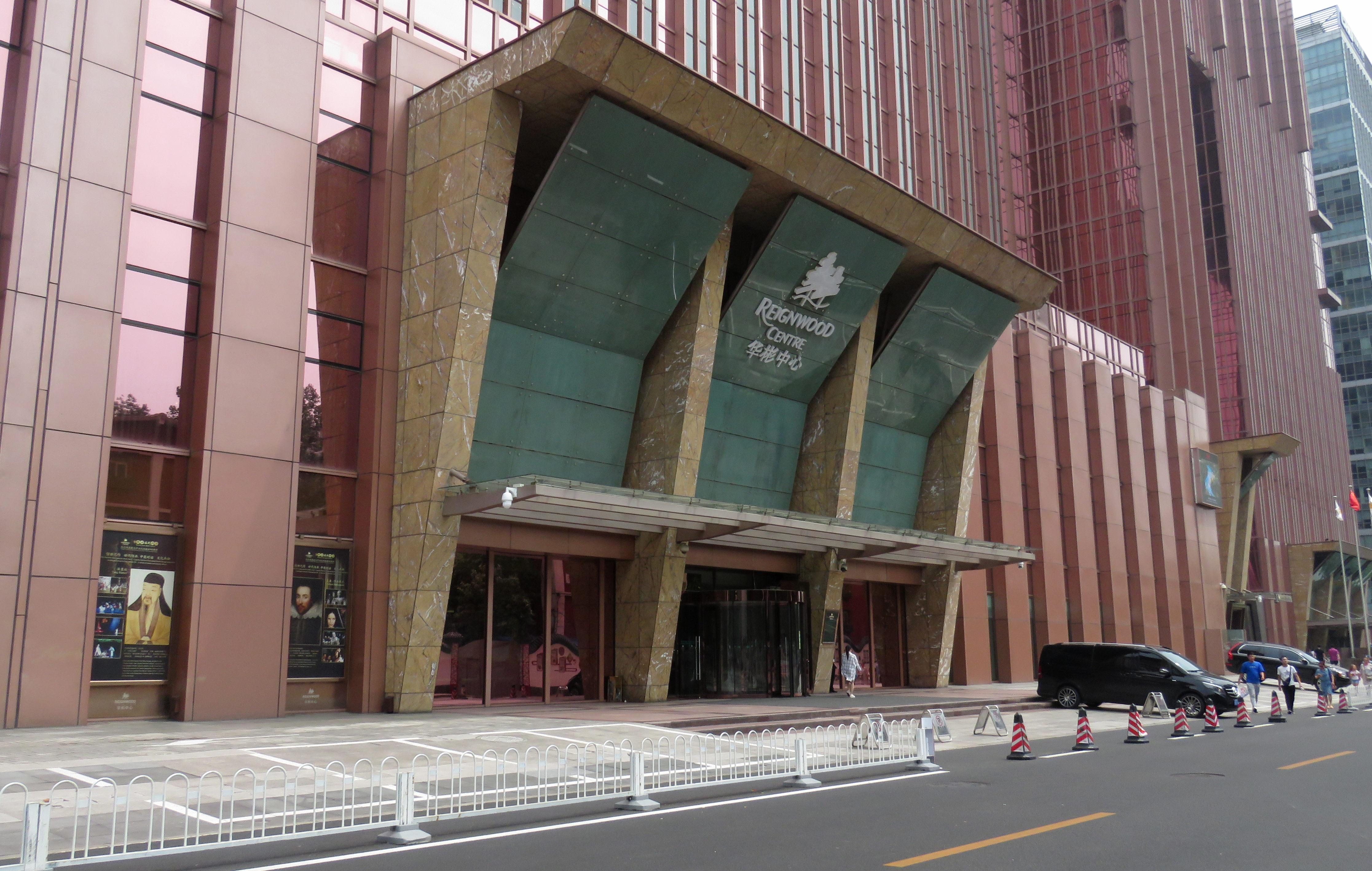
北京朝陽區華彬中心

華彬集團是一個飲料及綜合企業、跨國企業，為泰國華人富豪、全國政協委員嚴彬先生在泰國創立  。